# 73. ročník udílení Zlatých glóbů
73. ročník udílení Zlatých glóbů se konal 10. ledna 2016 v hotelu Beverly Hilton v Beverly Hills, Los Angeles. Galavečer moderoval Ricky Gervais. Hollywoodská asociace zahraničních novinářů vyhlásila nominace 10. prosince 2015. Cenu Cecila B. DeMilla za celoživotní přínos filmovému průmyslu získal Denzel Washington.

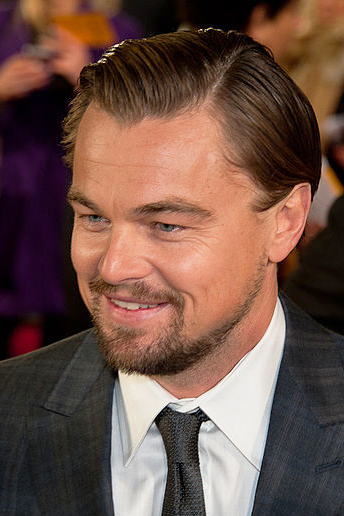
Leonardo DiCaprio, vítěz v kategorii nejlepší mužský herecký výkon v hlavní roli – drama

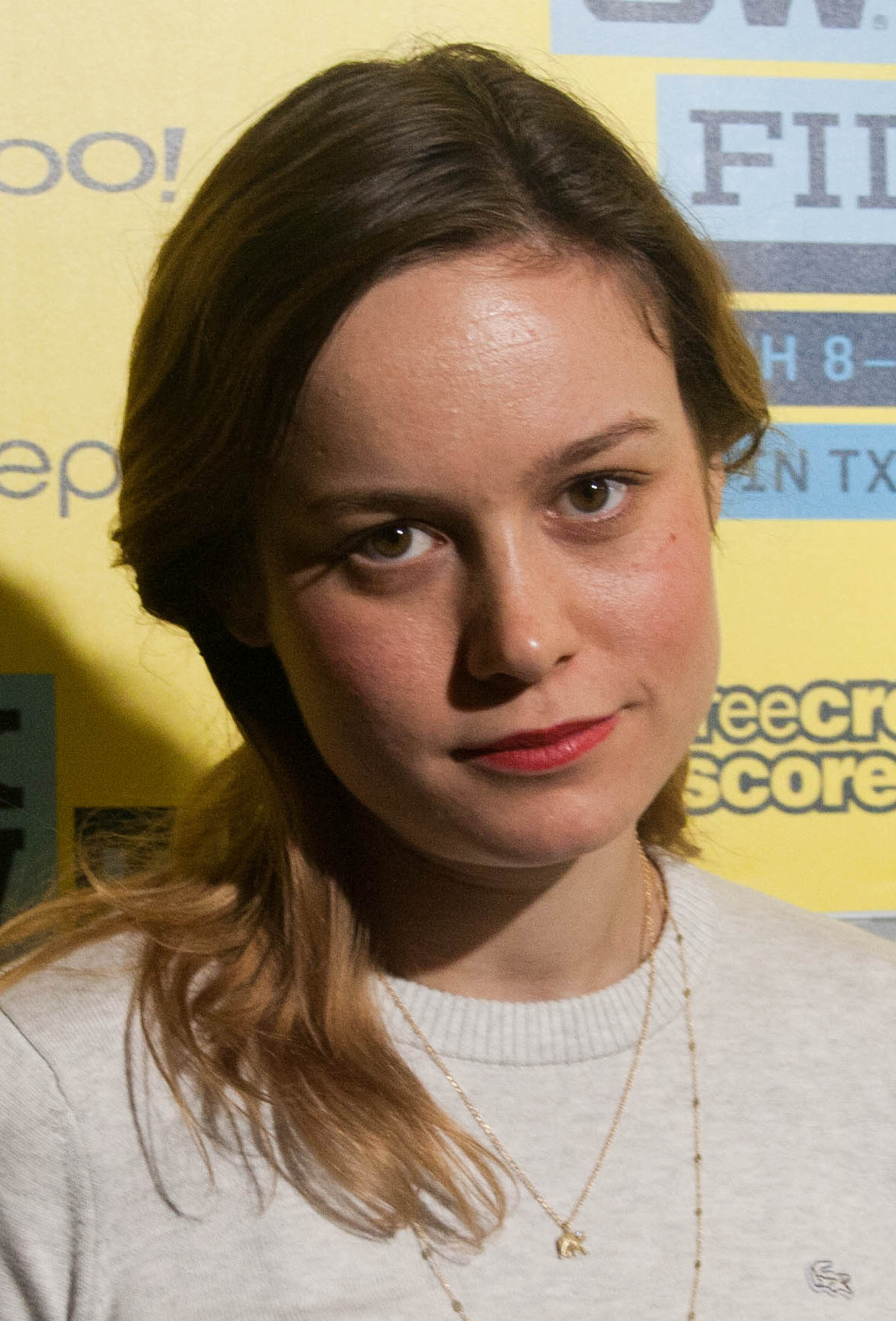
Brie Larson, vítězka v kategorii nejlepší ženský herecký výkon v hlavní roli – drama

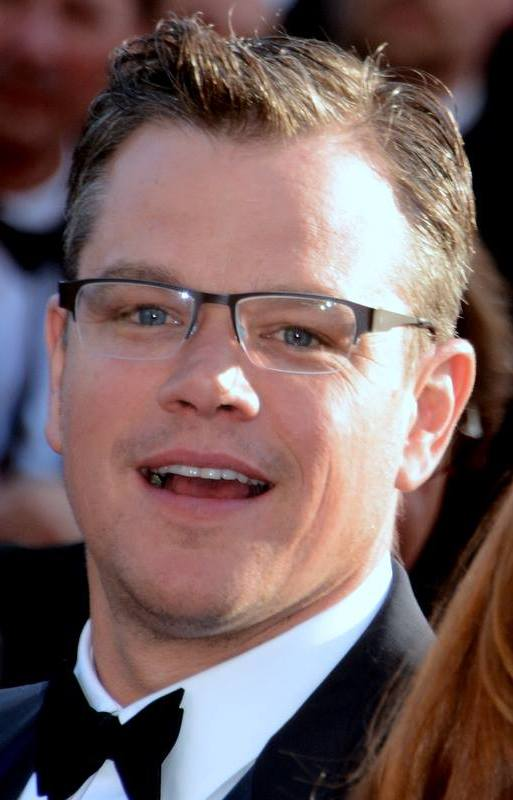
Matt Damon, vítěz v kategorii nejlepší mužský herecký výkon v hlavní roli – muzikál nebo komedie

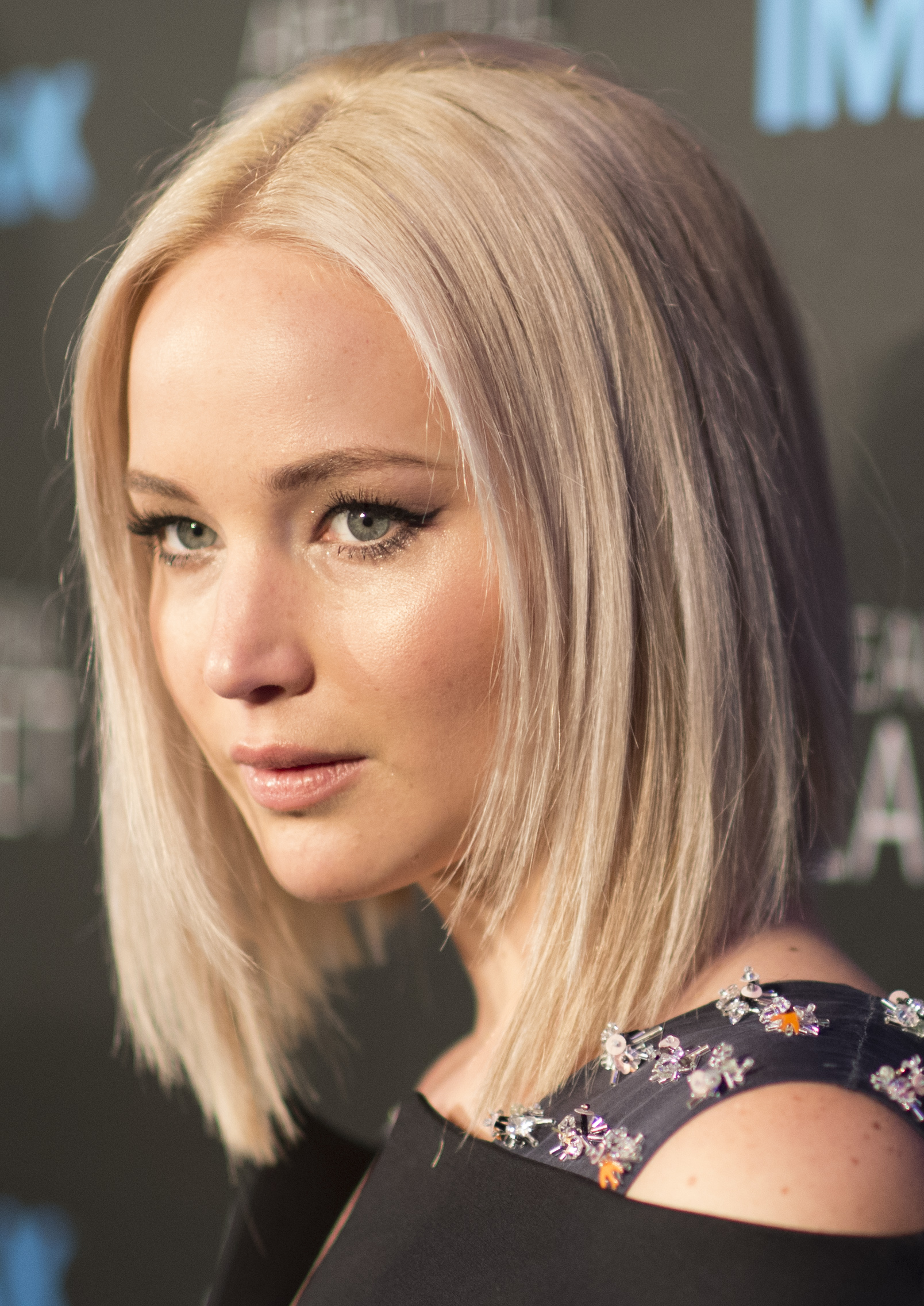
Jennifer Lawrenceová, vítězka v kategorii nejlepší ženský herecký výkon v hlavní roli – muzikál nebo komedie

## Vítězové a nominovaní

### Film
| Nejlepší film (drama) | Nejlepší film (muzikál nebo komedie) |
| --- | --- |
| - Revenant Zmrtvýchvstání - Carol - Šílený Max: Zběsilá cesta - Room - Spotlight                                                                                           | - Marťan - Sázka na nejistotu - Joy - Špión - Vykolejená |
| Nejlepší herec (drama) | Nejlepší herečka (drama) |
| - Leonardo DiCaprio – Revenant Zmrtvýchvstání - Bryan Cranston – Trumbo - Michael Fassbender – Steve Jobs - Eddie Redmayne – Dánská dívka - Will Smith – Diagnóza: Šampión | - Brie Larson – Room - Cate Blanchettová – Carol - Rooney Mara – Carol - Saoirse Ronanová – Brooklyn - Alicia Vikander – Dánská dívka |
| Nejlepší herec (muzikál nebo komedie) | Nejlepší herečka (muzikál nebo komedie) |
| - Matt Damon – Marťan - Christian Bale – Sázka na nejistotu - Steve Carell – Sázka na nejistotu - Al Pacino – Druhá míza - Mark Ruffalo – Svět na houpačce                 | - Jennifer Lawrenceová – Joy - Melissa McCarthy – Špion - Amy Schumer – Vykolejená - Maggie Smithová – Dáma v dodávce - Lily Tomlin – Babička je lepší |
| Nejlepší herec ve vedlejší roli | Nejlepší herečka ve vedlejší roli |
| - Sylvester Stallone – Creed - Paul Dano – Love & Mercy - Idris Elba – Bestie bez vlasti - Mark Rylance – Most špionů - Michael Shannon – 99 Homes                         | - Kate Winsletová – Steve Jobs - Jane Fondová – Mládí - Jennifer Jason Leigh – Osm hrozných - Helen Mirrenová – Trumbo - Alicia Vikander – Ex Machina |
| Nejlepší režisér | Nejlepší scénář |
| - Alejandro G. Iñárritu – Revenant Zmrtvýchvstání - Todd Haynes – Carol - Tom McCarthy – Spotlight - George Miller – Šílený Max: Zběsilá cesta - Ridley Scott – Marťan     | - Aaron Sorkin – Steve Jobs - Emma Donoghue – Room - Tom McCarthy a Josh Singer – Spotlight - Adam McKay a Charles Randolph – Sázka na nejistotu - Quentin Tarantino – Osm hrozných |
| Nejlepší skladatel | Nejlepší původní píseň |
| - Ennio Morricone – Osm hrozných - Carter Burwell – Carol - Alexandre Desplat – Dánská dívka - Daniel Pemberton – Steve Jobs - Ryuichi Sakamoto – Revenant Zmrtvýchvstání  | - „Writing's on the Wall“ – Sam Smith a Jimmy Naples – Spectre - „Love Me like You Do“ – Max Martin, Savan Kotecha, Ali Payami, Tove Lo, Ilya Salmanzadeh – 50 odstínů šedi - „One Kind of Love“ – Brian Wilson a Scott Bennett – Love & Mercy - „See You Again“ – DJ Frank E, Andrew Cedar, Charlie Puth, Wiz Khalifa – Rychle a zběsile 7 - „Simple Song #3“ – David Lang – Mládí |
| Nejlepší animovaný film | Nejlepší cizojazyčný film |
| - V hlavě - Snoopy a Charlie Brown. Peanuts ve filmu - Anomalisa - Hodný dinosaurus - Ovečka Shaun ve filmu                                                                | - Saulův syn (Maďarsko) - Zbrusu Nový zákon(Belgie/Franie/Lucembursko) - Klub (Chile) - Šermíř (Finsko/Německo/Estonsko) - Mustang (Francie) |

### Televize
| Nejlepší seriál (drama) | Nejlepší seriál (muzikál nebo komedie) |
| --- | --- |
| - Mr. Robot - Empire - Hra o trůny - Narcos - Cizinka | - Mozart in the Jungle - Casual - Holky za mřížemi - Silicon Valley - Transparent - Viceprezident(ka)                                                                                |
| Nejlepší herec (drama) | Nejlepší herečka (drama) |
| - Jon Hamm – Šílenci z Manhattanu - Rami Malek – Mr. Robot - Wagner Moura – Narcos - Bob Odenkirk – Volejte Saulovi - Liev Schreiber – Ray Donovan                           | - Taraji P. Henson – Empire - Caitriona Balfe – Cizinka - Viola Davis – Vražedná práva - Eva Greenová – Penny Dreadful - Robin Wrightová – Dům z karet                               |
| Nejlepší herec (muzikál nebo komedie) | Nejlepší herečka (muzikál nebo komedie) |
| - Gael García Bernal – Mozart in the Jungle - Aziz Ansari – Mistr amatér - Rob Lowe – The Grinder - Patrick Stewart – Blunt Talk – Plané řeči - Jeffrey Tambor – Transparent | - Rachel Bloom – Crazy Ex-Girlfriend - Jamie Lee Curtis – Scream Queens - Julia Louis-Dreyfus – Viceprezident(ka) - Gina Rodriguez – Jane the Virgin - Lily Tomlin – Grace a Frankie |
| Nejlepší herec (mini-seriál nebo TV film) | Nejlepší herečka (mini-seriál nebo TV film) |
| - Oscar Isaac – Najděte mi hrdinu - Idris Elba – Luther - David Oyelowo – Rozervaná duše - Mark Rylance – Wolf Hall - Patrick Wilson – Fargo                                 | - Lady Gaga – American Horror Story: Hotel - Kirsten Dunstová – Fargo - Sarah Hay – Pot a slzy - Felicity Huffmanová – American Crime - Queen Latifah – Bessie                       |
| Nejlepší herec ve vedlejší roli | Nejlepší herečka ve vedlejší roli |
| - Christian Slater – Mr. Robot - Alan Cumming – Dobrá manželka - Damian Lewis – Wolf Hall - Ben Mendelsohn – Bloodline Tobias Menzies – Cizinka                              | - Maura Tierney – Aféra - Uzo Aduba – Holky za mřížemi - Warren Joanne Froggatt – Panství Downton - Regina Kingová – American Crime - Judith Light – Transparent                     |
| Nejlepší miniseriál nebo TV film | |
| - Wolf Hall - American Crime - American Horror Story: Hotel - Fargo - Pot a slzy                                                                                             | |